# Al final del arco iris (telenovela colombiana)
Al final del arco iris fue una telenovela colombiana producida por Jorge Barón Televisión en 1988. Se transmitía de lunes a viernes a las 11:30 a. m. por la Cadena 2 de Inravisión. En esta telenovela tuvo una participación especial el cantante venezolano Ricardo Montaner, quien también interpretaba la banda sonora.

## Sinopsis
Es la historia de un buen hombre que fue condenado a prisión por un asesinato que no cometió, el no descansará hasta encontrar al verdadero asesino para demostrar que el es inocente.

## Elenco
- Nórida Rodríguez
- Raúl Izaguirre
- Alejandra Borrero
- Luis Fernando Múnera
- Rebeca López
- José Luis Paniagua
- Gustavo Angarita
- Juan Carlos Gutiérrez
- Danilo Santos
- Sebastián Ospina